# Peralumineus
Peralumineus (Engels: peraluminous) staat in de petrologie en vulkanologie voor stollingsgesteente, magma of lava dat zeer rijk is aan het element aluminium. Peralumineus gesteente wordt ook "verzadigd in aluminium" (Engels: alumina-saturated) genoemd.
Per definitie geldt dat de totale hoeveelheid aluminiumoxide in een peralumineus gesteente groter is dan de totale hoeveelheid natrium-, kalium- en calciumoxide samen, oftewel dat de aluminiumverzadigdheidsindex groter is dan 1:
Al2O3 / [Na2O + K2O + CaO] > 1
Gesteenten waarbij dit ratio kleiner dan 1 is, zijn ofwel metalumineus ofwel peralkalien.
Een peralimineus gesteente is te herkennen aan de mineralen. In de regel zit in peralumineus gesteente meer aluminium dan alleen voor veldspaten (de belangrijkste aluminium-bevattende fasen in de meeste gesteenten) nodig is, zodat er ook aluminiumrijke mineralen aanwezig zijn. Voorbeelden zijn mica's (voornamelijk muscoviet en Al-rijke biotiet), cordieriet, een van de aluminiumsilicaten (kyaniet, andalusiet of sillimaniet), corundum (puur aluminiumoxide), toermalijnen (waarvoor ook het element boor aanwezig moet zijn), topaas (waarvoor ook fluor aanwezig moet zijn) en Al-rijke granaten.